# Eudóxia Lascarina Angelina
Eudóxia Lascarina Angelina (em grego:  Ευδοκία Λασκαρίνα Αγγελίνα; 1210/1212 – depois de 1247) foi uma princesa bizantina. Ela foi a filha mais velha do imperador Teodoro I Láscaris de Nicéia e de Ana Comnena Angelina.

## Vida
Ela estava noiva de Roberto I, Imperador Latino em 1221, mas o casamento foi bloqueado pelo Patriarca de Constantinopla Manuel I. Seu primeiro casamento foi com Frederico II, Duque da Áustria, mas se divorciaram antes de 1230. Mais tarde, desposou com Anseau de Cayeux, que posteriormente se tornou regente do Império Latino (1237–1238).
Em 1247, Anseau atribuiu a ela a custódia da cidade de Tzúrulo na esperança de que ela não fosse atacada por João III Ducas Vatatzes, que era casado com a irmã de Eudóxia, Irene Lascarina.
Seu nome era Eudóxia (ou Eudócia), mas em uma fonte ocidental, relacionada ao seu casamento com a Áustria, ela é mencionada como Sofia.